# San Pedro (Brunelleschi)
La estatua de San Pedro, atribuida a Filippo Brunelleschi, forma parte del ciclo de las catorce estatuas de los protectores de las Artes de Florencia situadas en los nichos exteriores de la iglesia de Orsanmichele. Fue encargada por el Arte de los Beccai (los carniceros) y se remonta al año 1412 aproximadamente. Está esculpida en mármol de Carrara y tiene una altura de 243 cm. Hoy se encuentra conservada en el interior del Museo de Orsanmichele, mientras que en el exterior ha sido sustituida por una copia.

## Historia y atribución
El San Pedro de Orsanmichele es una de las estatuas más discutidas del complejo por la falta de documentación que  pruebe la paternidad y la datación de la misma. La atribución tradicional a Donatello es debida a cuanto ha sido referido por Giorgio Vasari en su obra Las Vidas, donde escribe que la obra había sido encargada a Brunelleschi y Donatello, pero que sólo el segundo la había ejecutado y llevado "a la perfección". Con el tiempo se ha puesto en duda esta atribución sugiriendo muchos otros nombres, entre los cuales se encuentran Nanni de Banco, Michelozzo o Bernardo Ciuffagni, quizás datándola en la tercera década del siglo XV..
La crítica contemporánea está siempre más convencida en atribuir el San Pedro a Brunelleschi por la altísima calidad de la obra. Él, después de la derrota en el concurso para la segunda puerta del Baptistero de Florencia (1401), había ido a Roma a estudiar la estatuaria antigua: de aquí derivaría su fuerte impostación clásica. Por otro lado la atribución al Ciuffagni no se apoya en nada serio; Ciuffagni era un escultor gótico y ghibertiano todavía en los años 1424-27, cuando ejecutó el profeta Isaías y en el momento en que sintió el impulso de la renovación ejecuta la estatua de David, de resultados mediocres, no comparables al San Pedro de Orsanmichele.

## Descripción
San Pedro es retratado como un filósofo antiguo, con la cabeza barbuda y vestida de toga y capa con un elegante tejido. Con el brazo izquierdo sujeta un libro, mientras que en la mano derecha sostiene su típico atributo de las llaves (en bronce, a día de hoy ya no las originales). 
La estatua mira a la izquierda, es decir hacia la vía principal, vía de' Calzaiuoli: por ello está dispuesta para ser disfrutada mejor desde la izquierda o desde el frente, mientras que el perfil derecho es menos satisfactorio. Por esta razón se debe considerar que el hombro derecho y todo el lado correspondiente estaba escondido en el nicho.
La estatua fue esculpida en un mármol de particular calidad, poco poroso, que  ha garantizado un estado de conservación entre los mejores de la serie de Orsanmichele y ha impedido la absorción de los aceites vertidos sobre los mármoles entre finales del siglo XVIII e inicios del XIX, para hacerlos parecer bronces y tener juntos un aspecto más armonioso con el resto de las estatuas. La estatua es la única sobre la cual no han sido encontrados rastros de doradura, por lo cual se piensa que no la haya tenido nunca desde su origen, mientras era acompañada de elementos metálicos como por ejemplo, además de las llaves, las broches del libro.